# Dury Crucifix Cemetery
Dury Crucifix Cemetery is een Britse militaire begraafplaats met gesneuvelden uit de Eerste Wereldoorlog, gelegen in het Franse dorp Dury (Pas-de-Calais). De begraafplaats ligt 380 m ten zuiden van het dorpscentrum. Deze grote begraafplaats werd ontworpen door George Goldsmith en heeft een onregelmatige vorm. Ze wordt, behalve aan de straatzijde, omgeven door een bakstenen muur. Aan de straatzijde zijn twee open toegangen met elk twee vierkante zuilen met tussenin twee paaltjes. Tussen de twee toegangen staan witte paaltjes verbonden met kettingen. Het Cross of Sacrifice staat tegen de zuidwestelijk muur en de Stone of Remembrance staat centraal tegen de noordwestelijke muur op een verhoogd terras. Aan weerszijden van de Stone of Remembrance staat een schuilgebouw met 3 open boogvormige ingangen en 8 zuilen onder een schilddak. De begraafplaats wordt onderhouden door de Commonwealth War Graves Commission.
Er worden 2.058 doden herdacht waaronder 1.766 niet geïdentificeerde.

## Geschiedenis
De begraafplaats werd door Canadese eenheden (voornamelijk de 46ste en 47ste bataljons) na de verovering van het dorp in september 1918 aangelegd. Aan het einde van de oorlog bevatte ze 72 graven maar werd dan gevoelig uitgebreid door concentratie van gesneuvelden van de maanden april en mei 1917 en maart, augustus en september 1918 die nog gevonden werden ten noorden en ten westen van Dury. Door de lange periode voordat de voorlopig begraven gesneuvelden herbegraven konden worden was het dikwijls moeilijk deze te identificeren. Vandaar het hoge aantal niet geïdentificeerde doden. Bij de ontruiming van Essex Cemetery in Éterpigny werden hier nog 33 graven bijgezet.
Er liggen nu 1.885 Britten (waaronder 1.715 niet geïdentificeerde) en 173 Canadezen (waaronder 51 niet geïdentificeerde) begraven.

## Graven

### Onderscheiden militairen
- Arthur Richard Batson en S. Moore, beiden kapitein bij de Canadian Infantry werden tweemaal onderscheiden met het Military Cross (MC and Bar).
- Frank Stanlie Layard, onderluitenant bij het Border Regiment werd onderscheiden met het Military Cross (MC).
- korporaal E. Craddock van de Royal Engineers en soldaat Reginald Arthur Harrop van de Canadian Infantry werden onderscheiden met de Distinguished Conduct Medal (DCM).
- sergeant D. Stewart en de soldaten H. Galbraith en Albert Victor Waterhouse ontvingen de Military Medal (MM). Sergeant William James Cattanach ontving deze onderscheiding tweemaal (MM and Bar).

### Minderjarige militair
- soldaat Frank Nathaniel Young van de Canadian Infantry was slechts 17 jaar toen hij op 2 september 1918 sneuvelde.